# Трофімов Володимир Сергійович

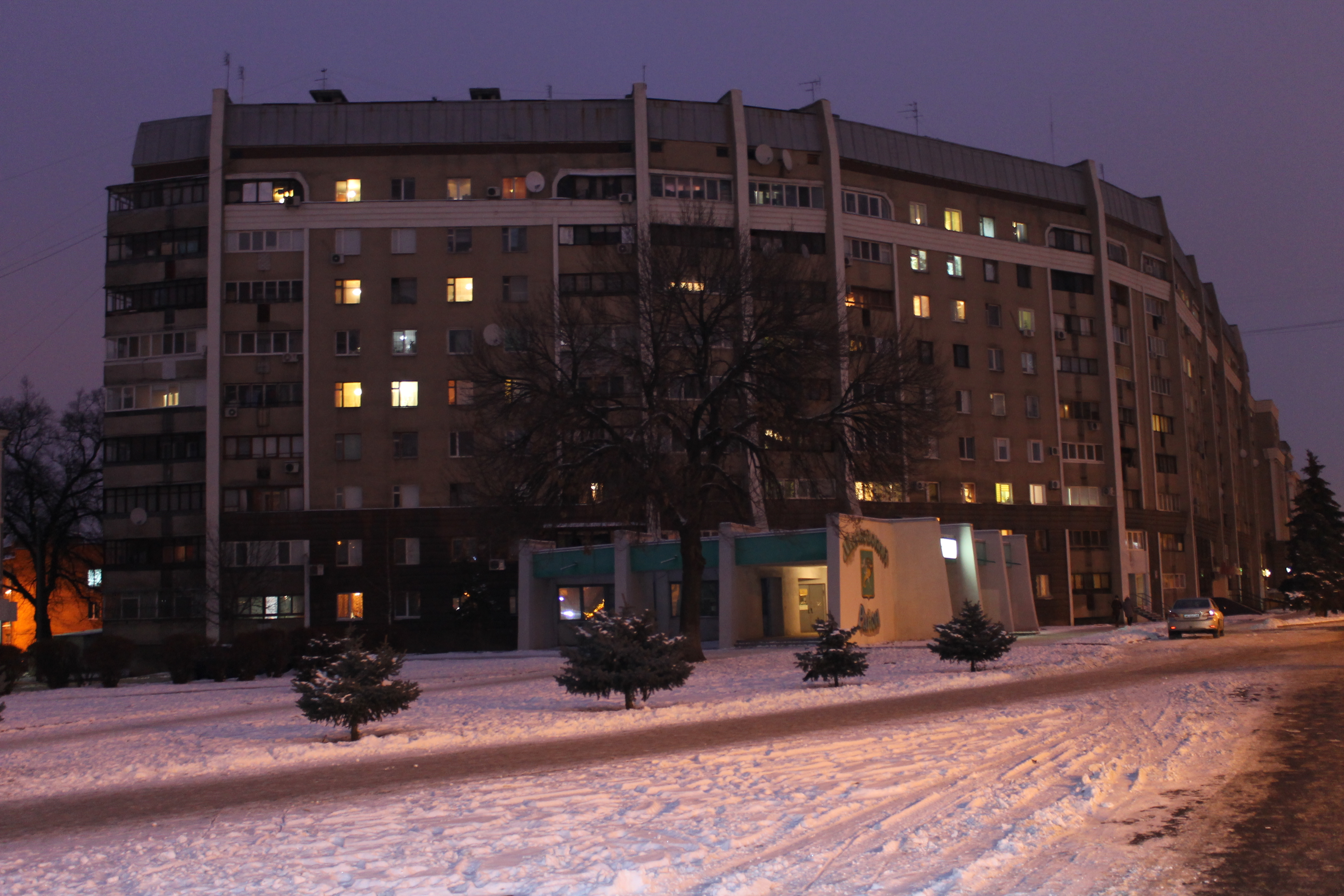
Будинок, у якому жив Трофімов із сім'єю (Харків, Московський проспект, 85)

Трофі́мов Володи́мир Сергі́йович (1954—15 грудня 2012) — колишній суддя і голова Фрунзенського суду Харкова. Колекціонер, жертва одного з найбільш жорстоких і резонансних убивств у новітній історії України.

## Біографія
Володимир Трофімов — суддя у другому поколінні. Призначений суддею у червні 1987 року. У липні 2000 року обраний суддею безстроково. Посаду голови Фрунзенського районного суду м. Харкова обіймав 20 років, останні 10 років працював суддею без адміністративних посад.
Мав допуск до державної таємниці № 1 (розглядав справи особливої секретності, учасниками в яких проходили співробітники спецслужб, давав дозволи на прослуховування чиновників).
Трофімов був непублічним і, за словами колег, вів скромний спосіб життя. У Вищій раді юстиції скарг на нього не було. Вбитого суддю характеризували як юриста «старої закалки», професіонала, який, однак, не вів резонансних справ. Загалом з 2007 року у Фрунзенському районному суді Трофімов ухвалив понад 3000 судових рішень.

## Колекція
Трофімов був фаховим колекціонером, відомим навіть за межами України. Частково колекцію (порцеляна, срібло, старовинні монети датовані 1690–1917 роками, ордени і медалі, живопис) успадкував від батька, теж судді. Більшу частину скупив у харківського нумізмата Фаворова на гроші, виручені від продажу родинного будинку на Донеччині. Зароблені гроші Трофімов теж здебільшого витрачав на справу свого життя — колекціонування.
Про колекцію Трофімова «ходили легенди». Її називали «найбільшою в СНД». Частина цієї колекції зникла.
|                                                                             | …Це десятки або сотні тисяч доларів. Певно, не менше мільйона доларів могла коштувати його колекція. |
| — Г. Ігумнов, голова Харківської обласної організації Асоціації нумізматів, | |

Через два місяці після вбивства окремі речі з колекції знайшли у Донецькій області.

## Смерть
Обезголовлені тіла судді, його дружини, сина і цивільної дружини сина були знайдені 15 грудня 2012 року у квартирі багатоповерхового житлового будинку в Московському районі Харкова (Московський проспект, 85), де жили жертви. Слідів злому на дверях виявлено не було. Час вчинення злочину — з 8 до 13:00.
Трофімова з сім'єю поховали на 18-му кладовищі (Безлюдівка) 5 лютого 2013 року.
Відкрито кримінальне провадження за ознаками п. 1 ч. 2 ст. 115 КК України (умисне вбивство двох і більше осіб). Не пізніше квітня 2013 року версія вбивства судді з метою заволодіння його майном стала основною в розслідуванні злочину. Слідство переконала та обставина, що вбитий був відомий як колекціонер дорогоцінних предметів. Досудове розслідування триває.
Жорстоке вбивство Володимира Трофімова сколихнуло українське суспільство, особливо професійне середовище, і спричинилося до обговорення багатьох проблем: від неналежної охорони суддів до культивування в мережі жорстокості та поширення закликів до вбивств.
За словами колишньої української правозахисниці Тетяни Монтян вбивство судді міг замовити заступник адміністрації Президента України Андрій Портнов.